# 십송율
《십송율》(十誦律, 십송률, (T.1435))은 불교의 율장으로, 설일체유부에서 전해졌다.
서기 404~409년에 구마라집이 한역(漢譯)한 것으로 알려져있다.